# Federashon Futbòl Kòrsou
Der Federashon Futbòl Kòrsou (FFK) ist der nationale Fußballverband der Insel Curaçao. Seit der Trennung vom Verband der Niederländischen Antillen ist der Verband eigenständig.

## Geschichte
Der Fußballverband der Niederländischen Antillen wurde 1921 gegründet. Nach der Auflösung der Niederländischen Antillen wurde 2010 der Federashon Futbol Kòrsou gegründet. Seit 2010 ist der Verband Mitglied bei der FIFA und bei der CONCACAF.